# Ludwig Wachler (Jurist)

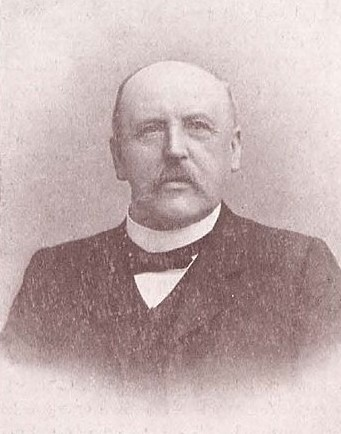
Ludwig Wachler

Ludwig Wachler (* 26. November 1835 in Breslau; † 11. November 1908 in Berlin) war ein deutscher Richter und Staatsanwalt in Preußen.

## Leben
Als Sohn von Ernst Wachler, Bruder von Paul Wachler und Enkel von Ludwig Wachler (Literaturhistoriker) studierte Wachler an der Schlesischen Friedrich-Wilhelms-Universität und der Ruprecht-Karls-Universität Heidelberg Rechtswissenschaft. Er war Inhaber der Fuchsenfarben des Corps Marchia Breslau (1854) und Bandträger des Corps Guestphalia Heidelberg (1855). Nach den Examen und der Auskultatorausbildung war er einige Jahre Amtsrichter in Schlesien. Er wechselte zur Staatsanwaltschaft. 1870 wurde er Staatsanwalt in Oppeln. 1879 kam er als Erster Staatsanwalt an das Landgericht II in Berlin und wurde anschließend Oberstaatsanwalt am Kammergericht. 1892 wurde er Königl. Preuß. Generalstaatsanwalt für Berlin und Brandenburg. Er schrieb u. a. über Frauenarbeit und verfasste einen Kommentar zur Preußischen Vormundschaftsordnung. Er war Mitglied der ersten Kommission zur Reform der Strafprozessordnung und Vorsitzender des Vereins zur Besserung der Strafgefangenen. Von 1876 bis 1878 saß Wachler als Abgeordneter des Wahlkreises Breslau 6 (Striegau, Schweidnitz) im Preußischen Abgeordnetenhaus. Er gehörte der Fraktion der Nationalliberalen Partei an. Von 1872 bis 1882 war er Mitglied der Geschäftsordnungskommission.
Sein Sohn, der Schriftsteller Ernst Wachler, gründete 1903 das Bergtheater Thale.

## Ehrungen
- Dr. iur. h. c. der Universität Breslau (2. September 1905)
- Charakterisierung als Wirklicher Geheimer Oberjustizrat
- Exzellenz (Titel)